# Elmo beotico

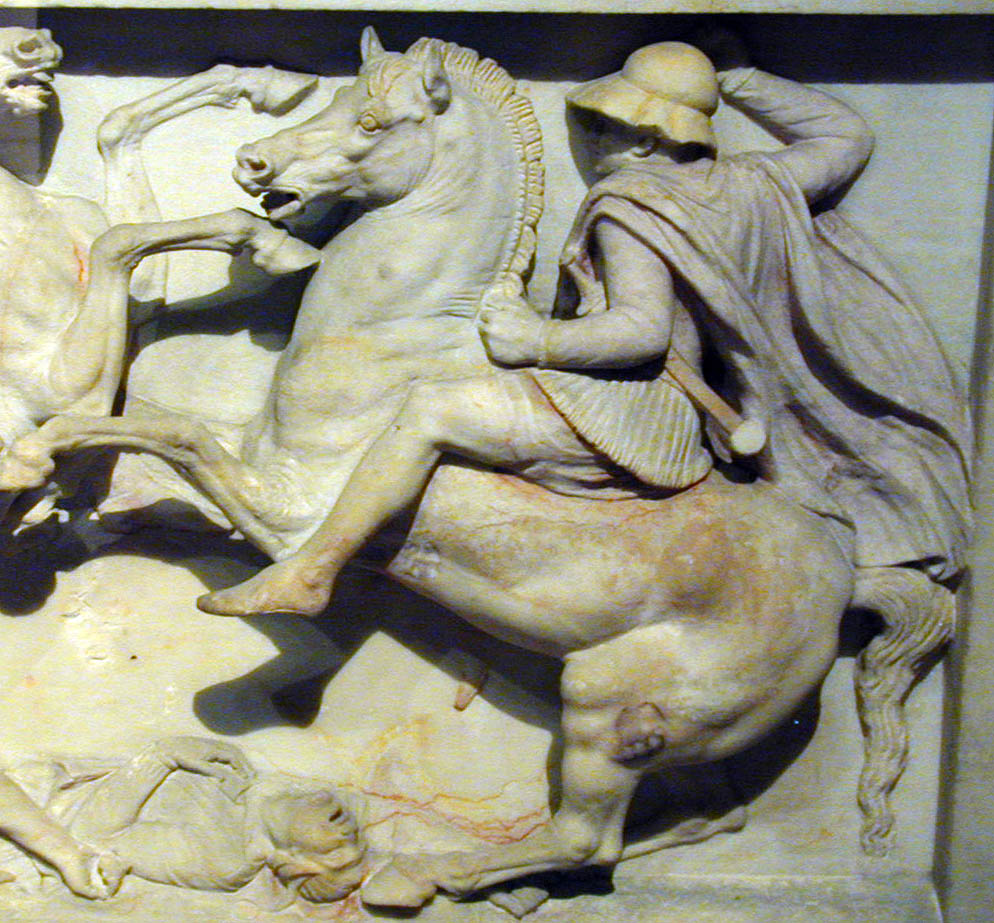
Cavaliere tessalo con elmo beotico, dal sarcofago di Alessandro.

L'elmo beotico era un elmo leggero in uso nell'età classica ed ellenistica per la cavalleria, particolarmente tra i Tessali ed i Macedoni, nonostante l'origine beota (da cui il nome). L'elmo beotico, a differenza dell'elmo corinzio tipico della fanteria pesante, non limitava la visibilità né creava ostacoli all'udito, pur proteggendo le orecchie, soprattutto dai colpi provenienti dall'alto. Era piuttosto leggero e molto comodo, anche se non disponeva di nasale e guanciali, aveva tuttavia un paranuca ed una grande visiera ed era così adatto alla cavalleria che Filippo II ed Alessandro lo resero obbligatorio alla cavalleria dell'esercito macedone.